# Deutsche Mark

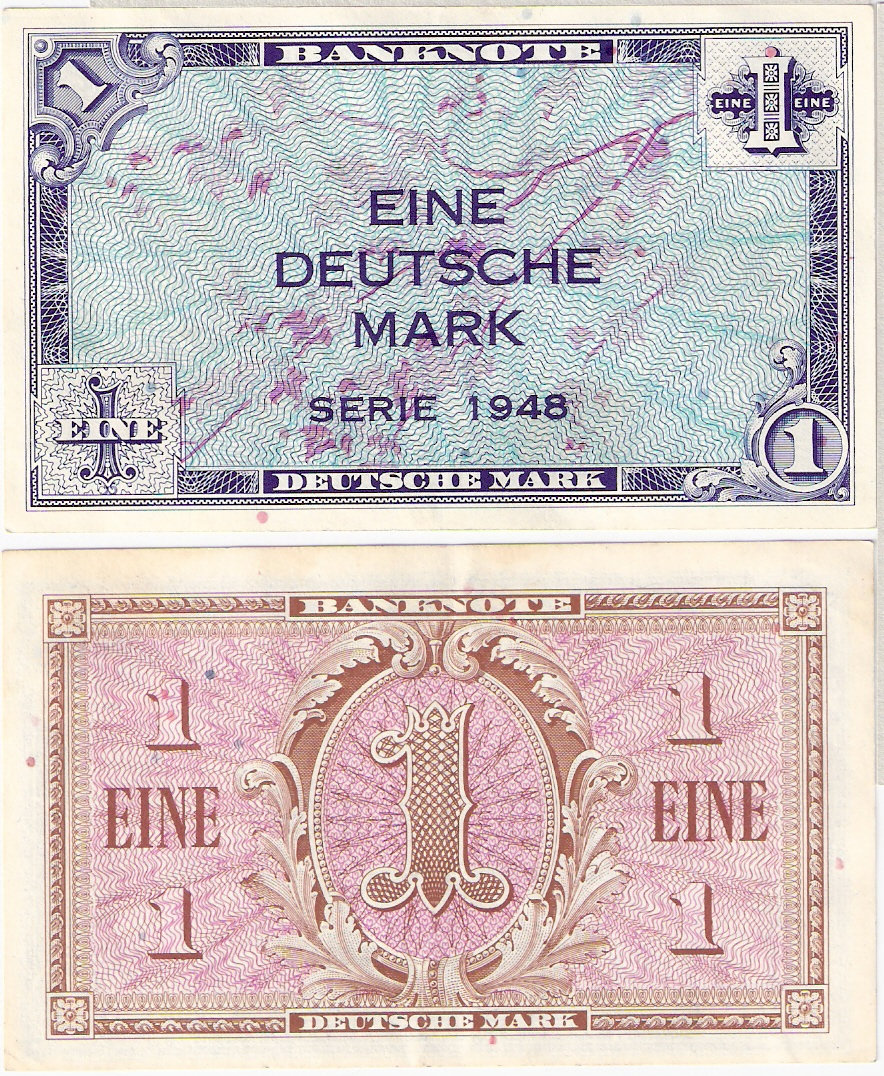
1-DM-Schein der Erstausgabe 1948
Vorder- und Rückseite

Die Deutsche Mark (abgekürzt DM und im internationalen Bankenverkehr DEM, umgangssprachlich auch D-Mark oder kurz Mark, im englischsprachigen Raum meist Deutschmark) war von 1948 bis 1998 als Buchgeld und bis 2001 nur noch als Bargeld die offizielle Währung in der Bundesrepublik Deutschland und vor deren Gründung in den drei westlichen Besatzungszonen Deutschlands und den westlichen Sektoren Berlins. Eine Deutsche Mark war unterteilt in einhundert Pfennig. Die Währung wurde in Münzen und Scheinen ausgegeben. Es gab vier Serien von Banknoten.
Die Deutsche Mark wurde am 21. Juni 1948 in der Trizone und drei Tage später in den drei Westsektoren Berlins durch die Währungsreform 1948 als gesetzliches Zahlungsmittel eingeführt und löste die Reichsmark und die Rentenmark als gesetzliche Währungseinheit ab. Auch nach der Gründung der Bundesrepublik Deutschland am 23. Mai 1949 blieb die Deutsche Mark die Währungseinheit in der alten Bundesrepublik einschließlich West-Berlin.
Mit Inkrafttreten der Währungs-, Wirtschafts- und Sozialunion am 1. Juli 1990 löste sie die Mark der DDR ab. Die D-Mark blieb im wiedervereinigten Deutschland das gesetzliche Zahlungsmittel. Nach Errichtung der Europäischen Wirtschafts- und Währungsunion wurde die Deutsche Mark schließlich am 1. Januar 1999 als Buchgeld und am 1. Januar 2002 als Bargeld durch den Euro ersetzt. Bereits vorher war sie aber von 1949 bis 1973 durch das Bretton-Woods-System sowie ab 1972 durch den Europäischen Wechselkursverbund und das Europäische Währungssystem an andere Währungen gekoppelt und ihr Wechselkurs somit nie ganz frei.
Am 31. Dezember 2023 waren nach Angaben der Deutschen Bundesbank noch DM-Banknoten im Nennwert von 5,68 Mrd. DM und Münzen im Wert von 6,56 Mrd. DM (Summe: 12,24 Mrd. DM) nicht umgetauscht. Das waren 5,0 % der Umlaufmenge des Jahres 2000 von 244,8 Mrd. DM.

## Benennung
Die Bezeichnung „Deutsche Mark“ für die neue Währung der Trizone knüpfte an die traditionelle deutsche Währungseinheit Mark an. Sie wurde auf Vorschlag des amerikanischen Offiziers Edward A. Tenenbaum, der als Assistent des Finanzberaters von Militärgouverneur Lucius D. Clay fungierte, auf Konferenzen der Besatzungsmächte einstimmig akzeptiert. Tenenbaum, der einer polnisch-jüdischen Familie entstammte und 1942 in Yale über Nationalsozialismus und internationaler Kapitalismus promoviert hatte, war überdies einer der führenden theoretischen Köpfe und Vorbereiter der Währungsreform von 1948. Seine Bedeutung als „Vater der D-Mark“ ist in der deutschen Öffentlichkeit kaum bekannt und wurde erst relativ spät in den Geschichtswissenschaften gewürdigt, so zum Beispiel bei Wolfgang Benz, Hans-Ulrich Wehler und Werner Abelshauser.

## Bargeld

### Münzen
Von 1948 bis 1950 hatte die Bank deutscher Länder das Münzausgaberecht inne. Daher trugen die ersten DM-Münzen die Umschrift „BANK DEUTSCHER LÄNDER“. Durch das Gesetz über die Ausprägung von Scheidemünzen vom 8. Juli 1950 ging dieses Recht auf den Bund über. Seitdem wurden alle DM-Münzen mit der Umschrift „BUNDESREPUBLIK DEUTSCHLAND“ geprägt.
Die Münzen wurden nach festgelegtem Prägeschlüssel in den vier bestehenden Münzprägeanstalten der Bundesrepublik hergestellt: Hamburg (Münzzeichen J), Karlsruhe (G), München (D) und Stuttgart (F). Kurz vor Einführung der Währungsunion am 1. Juli 1990 wurde auch in Berlin (Münzzeichen A) damit begonnen, D-Mark-Münzen zu prägen. Zuvor waren dort die Münzen für die Mark der DDR geprägt worden.
Das Erscheinungsbild der Münzen blieb während der 53 Jahre, in denen die D-Mark herausgegeben wurde, weitgehend unverändert. Es gab zunächst Münzen zu 1, 2, 5 und 10 Pfennig, die aus einem Stahlkern bestanden und nur dünn mit Kupfer oder Messing plattiert waren, sowie Münzen aus einer Kupfer-Nickel-Legierung zu 50 Pfennig, 1 und 2 D-Mark. Die 2-Pfennig-Münze bestand bis 1967 aus einer 95-prozentigen Kupferlegierung. Die 5-DM-Münze bestand anfangs aus einer Silber-Kupfer-Legierung.
Wegen häufiger Verwechslungen mit der 1-DM-Münze wurde das 2-DM-Stück 1958 durch eine etwas größere Münze mit dem Bildnis von Max Planck ersetzt. Da Automaten Schwierigkeiten hatten, diese Münze von manchen ausländischen Münzen, vor allem solchen mit niedrigerem Wert, zu unterscheiden, wurde das 2-DM-Stück in den 1970er Jahren erneut ausgetauscht und die bis zum Ende der D-Mark gültige „Politiker-Serie“ aus dem Dreischichtenwerkstoff Magnimat eingeführt.
Auch bei der 5-DM-Münze wurden 1975 das Motiv und das Material geändert. Weil der Silberpreis so stark gestiegen war, dass der Materialwert der Münze den Nennwert zu übersteigen drohte, wurde auch die 5-Mark-Münze nun aus Magnimat gefertigt.
Aus Anlass der Ausrichtung der Olympischen Sommerspiele 1972 und ab 1987 wurden 10-D-Mark-Gedenkmünzen ausgegeben.
Sämtliche DM-Münzen sind inzwischen „aufgerufen“, das heißt außer Kurs gesetzt, werden aber weiterhin (mit Ausnahme der 2-DM-Münze der ersten Ausgabe) von der Bundesbank in Euro umgetauscht.

### Banknoten
Bei den Banknoten gab es vier offiziell herausgegebene Serien. Daneben ist die Existenz von zwei Ersatzserien bekannt, die im Bundesbankbunker Cochem gelagert waren, aber nie in den Verkehr gebracht wurden. Zusätzlich gab es noch Bundeskassenscheine, eine Ersatzbanknotenserie, die in Krisenzeiten die Münzen ersetzen sollte, aber ebenfalls nie ausgegeben wurde.
Die Banknoten der ersten Serie (etwa sechs Milliarden Mark) wurden in den USA gedruckt und in der streng geheimgehaltenen Operation „Bird Dog“ über Bremerhaven nach Deutschland transportiert. Die Geldscheine trugen noch keinen Namen der ausgebenden Bank und enthielten keine Angaben über den Ausgabeort und das genaue Ausgabedatum. Diese optisch stark an den US-Dollar erinnernden Banknoten wurden dann mit der Währungsreform am 20. Juni 1948 durch die Bank deutscher Länder unter der Hoheit der drei Westalliierten herausgegeben. Vier Tage später wurde die Deutsche Mark in den West-Sektoren Berlins eingeführt. Diese Banknoten waren mit einem Stempel und/oder einer Perforation „B“ gekennzeichnet. Die Nennwerte dieser Serie waren ½, 1, 2, 5, 10, 20, 50 und 100 Mark, wobei es zwei verschiedene Motive für die 20- und 50-Mark-Banknote gab. Da noch ein Mangel an Münzen herrschte, konnten bestimmte Reichsmarkmünzen zu einem Zehntel ihres Nennwerts vorübergehend weiterverwendet werden.
Auf der zweiten Serie war nun der Name der ausgebenden Bank „Bank deutscher Länder“ gedruckt. Sie ersetzte nach und nach die erste Ausgabe. Zudem wurden drei Banknotenwerte von Max Bittrof gestaltet, bei denen Kopfporträts oder Gestalten der Mythologie die Banknote dominierten. Diese Serie bestand aus den Nominalen 5 und 10 Pfennig sowie 5, 10, 20, 50 und 100 Mark.
Die dritte Banknotenserie wurde von 1961 bis Anfang der 1990er Jahre ausgegeben und zum 30. Juni 1995 außer Kurs gesetzt. Die Pläne für die neue Banknotenserie wurden bereits 1957 bei der Umwandlung der Bank deutscher Länder zur Deutschen Bundesbank gefasst, da die auf der Vorgängerserie gedruckte Angabe „Bank deutscher Länder“ nun nicht mehr korrekt war. Als erste Serie, die von der Bundesbank herausgegeben wurde, trägt sie die interne Bezeichnung „BBk I“. Aus einem Gestaltungswettbewerb ging der Schweizer Hermann Eidenbenz als Sieger hervor, jedoch waren Kopfbildnisse, Inschriften und Format der Banknoten von der Bundesbank vorher festgelegt worden. Diese Serie umfasste die Nominale 5, 10, 20, 50 und 100 Mark. Zudem wurden die Werte 500 und 1000 Mark neu eingeführt.
1981 beschloss der Zentralbankrat der Deutschen Bundesbank, eine neue Banknotenserie auszugeben. Sie war aufgrund des technischen Fortschritts notwendig geworden, durch den die Fälschung der alten Banknoten immer leichter wurde. Die neue Serie sollte für den automatischen Zahlungsverkehr besser geeignet sein. Fast zehn Jahre später, am 1. Oktober 1990, wurden die ersten beiden Banknotenwerte der von Reinhold Gerstetter entworfenen Serie in Umlauf gebracht, die durch den neuen 200-DM-Schein auf acht Nennwerte erweitert wurde. Die Banknoten trugen die interne Bezeichnung „BBk III“, da „BBk II“ bereits für die oben genannte Ersatzserie verwendet wurde.
In den Jahren 1997 und 1998 wurden die Banknoten im Wert von 50, 100 und 200 Mark mit überarbeiteten Sicherheitsmerkmalen herausgegeben, da sie am häufigsten gefälscht wurden. Die auffälligsten Veränderungen sind dabei das Kinegramm auf der linken und der Perlglanzstreifen auf der rechten Seite der Vorderseite. Diese Banknoten erhielten die interne Serienbezeichnung „BBk IIIa“.

## Geschichte

### Einführung der Deutschen Mark
Infolge des Zweiten Weltkriegs war das bisherige Zahlungsmittel, die Reichsmark (RM), zur weiteren Verwendung kaum noch geeignet, da keine volkswirtschaftliche Deckung mehr bestand und das Vertrauen in die Währung zerrüttet war. Neben der Reichsmark hatte sich in den Nachkriegsjahren eine „Zigarettenwährung“ etabliert, das heißt, viele Menschen bevorzugten einen direkten Warentausch. Da sich die Interessen der alliierten Besatzungsmächte bezüglich der weiteren Entwicklung ihrer Besatzungszonen zunehmend unterschieden, verfolgten die westlichen Besatzungsmächte (USA, Großbritannien und Frankreich) eigene Ziele, unter anderem die Einführung einer stabilen Währung, was durch eine Währungsreform geschehen sollte.

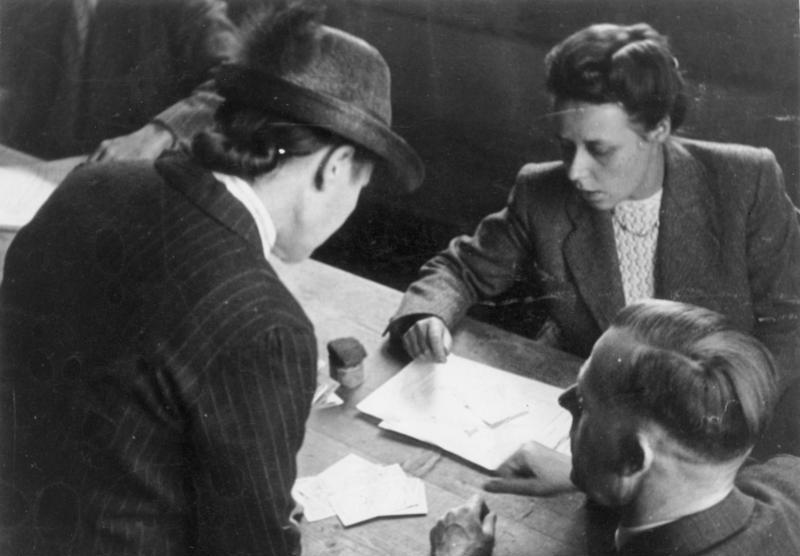
Am 20. Juni 1948 wurde die Mark erstmals ausgegeben, wie hier in Essen

Dieser Plan unterlag strengster Geheimhaltung; wesentliche Teile wurden im sogenannten „Währungskonklave“ erarbeitet. Dazu wurden im Haus Posen in Rothwesten (Fuldatal) vom 21. April bis 8. Juni 1948 elf deutsche Vertreter von Banken sowie Wirtschaftswissenschaftler versammelt und interniert, erarbeiteten dann mit vier Vertretern der Militärregierungen, unter der Leitung von Edward A. Tenenbaum, die vier Gesetze zur Neuordnung des Geldwesens, die die Einführung der neuen Währung regelten.
Im März 1948 war diesen schon das Gesetz zur Errichtung der Bank deutscher Länder vorausgegangen. Die neue Währung war von Anfang an als reine Papierwährung geplant; eine Gold- oder Devisendeckung war nicht vorgesehen. Heute erinnert ein Museum in Rothwesten an diese Vorgänge. Die Bevölkerung wurde über die bevorstehende Einführung erstmals am 18. Juni 1948 – drei Tage vor der Einführung – durch eine Rundfunkmeldung informiert. Die entsprechenden Gesetze traten am 20. Juni 1948 in Kraft.

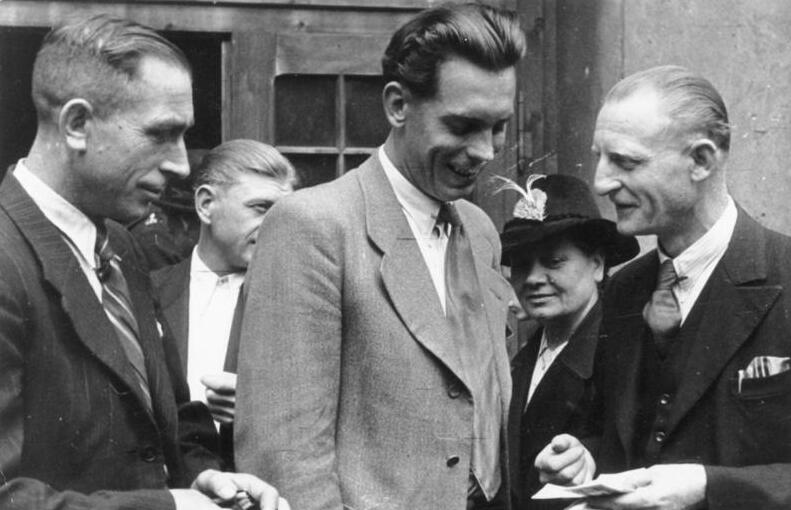
Das neue Geld wird in Augenschein genommen

Die Deutsche Mark wurde am Montag, dem 21. Juni 1948, in den westlichen Besatzungszonen, also in den Ländern Schleswig-Holstein, Hamburg, Bremen, Niedersachsen, Nordrhein-Westfalen, Hessen, Rheinland-Pfalz, Baden, Württemberg-Baden, Württemberg-Hohenzollern und Bayern eingeführt und war dort von da an alleiniges Zahlungsmittel.

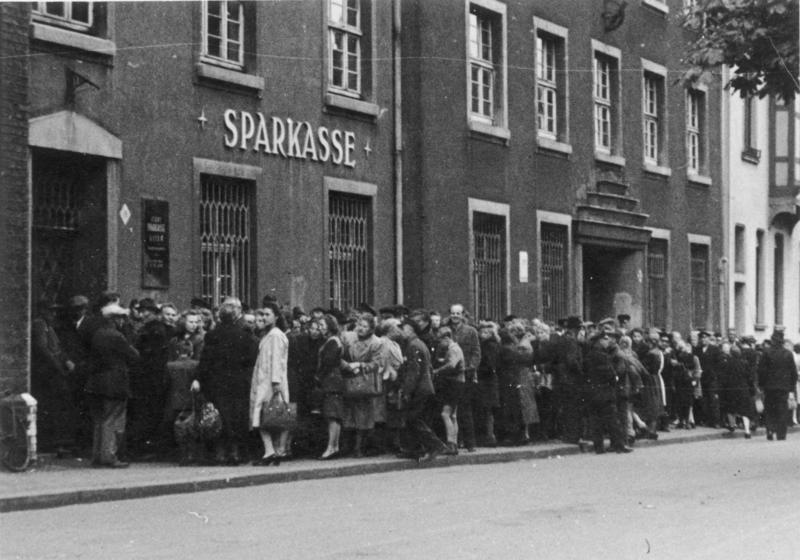
Warteschlange vor einer Umtauschstelle in Essen

Die neue Währung wurde an den Ausgabestellen für die Lebensmittelmarken ausgegeben. Pro Person wurde nur ein so genanntes „Kopfgeld“ von 60 DM ausgezahlt; 40 DM sofort und weitere 20 DM zwei Monate später. Ferner erhielten Unternehmen auf Antrag bei ihrer Bank pro Angestellten einen so genannten „Geschäftsbetrag“ von 60 DM. Der „Geschäftsbetrag“ und das „Kopfgeld“ wurden später bei der Umstellung des Barvermögens angerechnet.
Altes Reichsmark-Barvermögen musste zur Umstellung bis zum 26. Juni 1948 bei einer Hauptumtauschstelle abgeliefert und angemeldet werden. Dort wurde nach Genehmigung durch das Finanzamt das Gesamtgeld über ein „Reichsbank-Abwicklungskonto“ umgestellt. Bei den natürlichen Personen wurde vom Gesamtaltgeld zunächst der neunfache Kopfbetrag abgezogen. Der Rest wurde zu je 50 % auf ein Freikonto und 50 % auf ein Festkonto umgestellt. Kurze Zeit später wurde das Festkonto aufgelöst, indem 70 % seines Betrages vernichtet, 20 % auf das Freikonto und 10 % auf das Anlagekonto übertragen wurden. Dadurch sollte der Gefahr einer erneuten Inflation durch eine zu große Geldmenge vorgebeugt werden. Letztlich ergab sich so ein faktisches Umstellungsverhältnis von 10:0,65, das heißt, je 100 RM erhielt man 6,50 DM. Bei den Wirtschaftsunternehmen wurde vom Altgeld der zehnfache Geschäftsbetrag abgezogen und die Umstellung danach wie bei den natürlichen Personen vorgenommen. Die Altgeldguthaben der Banken sowie der öffentlichen Hand erloschen. Löhne und Gehälter, Mieten und Steuern und ähnliche wiederkehrende Zahlungen wurden mit dem Umstellungstag im Verhältnis 1:1 in DM fällig.

#### Berlin
In den drei Westsektoren von Berlin erfolgte die Einführung der neuen Währung mit einer Verzögerung von drei Tagen am 24. Juni 1948 und löste die sowjetische Berlin-Blockade aus.
Alleiniges gesetzliches Zahlungsmittel wurde die „Westmark“ hier erst am 20. März 1949. Für den Handel kam es zunächst zu negativen Auswirkungen, weil „die Ausschaltung der Ost-Mark als offizielles Zahlungsmittel in den Westsektoren eine zunehmende Abwanderung der Kaufkraft in den Ost-Sektor zur Folge“ hatte. Daher nahmen einzelne Geschäfte „wieder Ost-Mark an, nur, um etwas verkaufen zu können“.
Für Grenzgänger zwischen Ost- und West-Berlin wurde eine Lohnausgleichskasse eingerichtet. Die in West-Berlin ausgegebenen Geldscheine wurden mit einem aufgedruckten oder perforierten B gekennzeichnet und werden von Sammlern aufgrund dessen geschätzt.

#### Auswirkungen auf die Sowjetische Besatzungszone
Die neue Währung verursachte in der Sowjetischen Besatzungszone (später DDR) eine Inflation, da die Reichsmark (RM) dort weiterhin gültiges Zahlungsmittel war. Als Notmaßnahme wurden am 23. Juni 1948 Reichsmarknoten im Wert von maximal 70 RM umgetauscht, die von den sowjetischen Behörden einfach mit Wertmarken, sogenannten „Kupons“, beklebt wurden, wenn der Besitzer der Geldscheine deren rechtmäßige Herkunft nachweisen konnte. Im Volksmund hießen die Geldscheine daher „Klebemark“ oder „Tapetenmark“. Kurz darauf wurde am 24. Juli in der Sowjetischen Besatzungszone eine neue Währung eingeführt, die ebenfalls „Deutsche Mark“ hieß. Diese blieb bis zum 31. Juli 1964 die Währung der DDR; ersetzt wurde sie durch die Mark der Deutschen Notenbank (MDN).

#### Saarland
Im Saarland (Saarprotektorat) wurde die Reichsmark bereits im Juni 1947 durch die Saar-Mark abgelöst; noch im selben Jahr erfolgte die Umstellung auf den Saar-Franken. Nach dem Beitritt des Saarlandes zur Bundesrepublik Deutschland am 1. Januar 1957 dauerte es noch bis zum Ablauf der Währungsvereinbarungen mit Frankreich am 7. Juli 1959, bis die D-Mark die offizielle Währung wurde.

### Die Deutsche Mark unter der Bank deutscher Länder

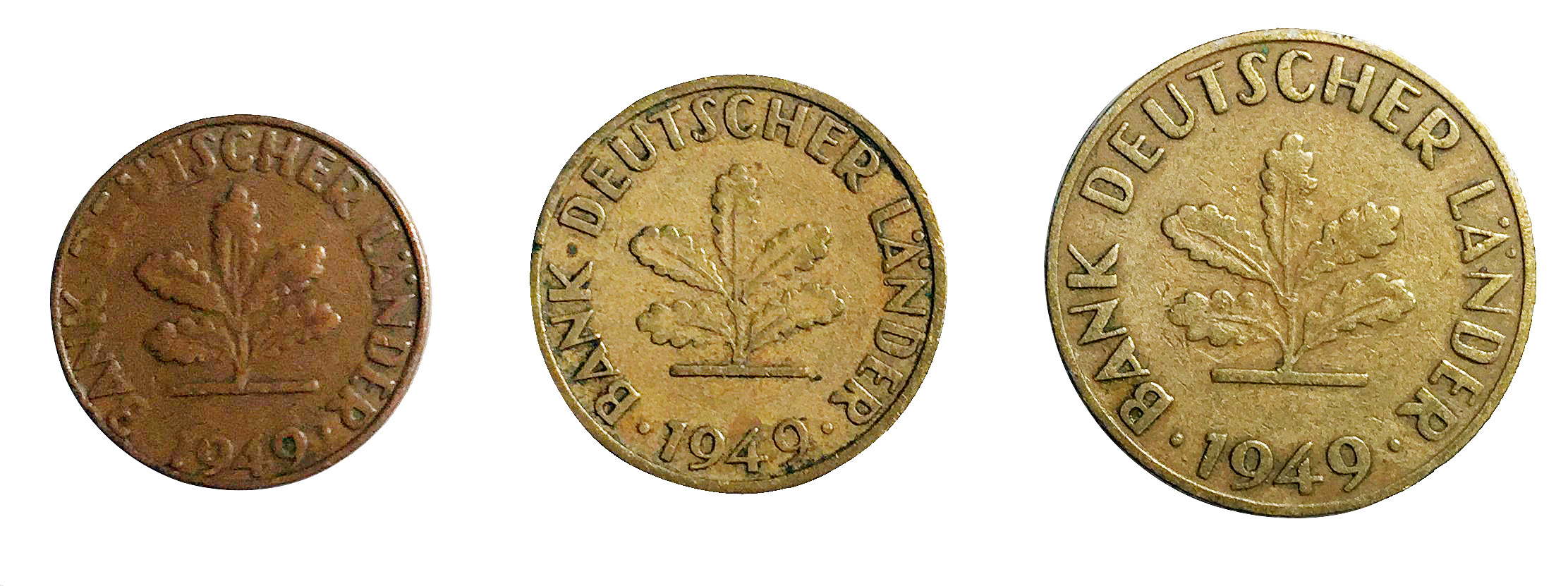
Münzen von 1949

Die Bank deutscher Länder, die in Vorbereitung der Währungsreform gegründet wurde, hatte die Aufgabe, die Währungspolitik der amerikanischen und britischen, später auch der französischen Zone umzusetzen. Außerdem war sie befugt, Banknoten und Münzen herauszugeben. Das Münzrecht wurde nach der Gründung der Bundesrepublik an den Bund abgegeben. Die Unabhängigkeit erreichte sie 1951; zuvor war sie an Weisungen der Alliierten gebunden.
Gleichzeitig mit der Währungsreform hob Ludwig Erhard, zu diesem Zeitpunkt gewählter Direktor der Verwaltung für Wirtschaft des Vereinigten Wirtschaftsgebietes, die bislang bestehende Preisbindung fast vollständig auf. Dies ermöglichte eine nahezu freie Marktwirtschaft, in der Angebot und Nachfrage den Preis bestimmten, und führte zu einer starken Inflation. So hatte die Deutsche Mark nach einem halben Jahr schon 11 % ihres Wertes verloren. In den westlichen Besatzungszonen hatte die neue Währung erhebliche Preissteigerungen zur Folge, was einen Generalstreik am 12. November 1948 verursachte. An diesem bisher einzigen Generalstreik in der deutschen Nachkriegsgeschichte nahmen ungefähr 9 Millionen Menschen teil.
Als im Juni 1950 der Koreakrieg ausbrach, verlagerten amerikanische Industrieunternehmen ihre Produktion auf Rüstungsgüter. Die aufstrebenden Firmen der jungen Bundesrepublik nutzten das Angebotsminus und konnten ihre Produkte auf dem Weltmarkt anbieten. Der von den Alliierten festgelegte Kurs von 4,20 DM je US-Dollar sorgte für hohe Gewinne der deutschen Unternehmen und für einen hohen Exportüberschuss.
Vom 1. April 1954 an war es Devisenausländern gestattet, „beschränkt konvertierbare“ Konten in DM (der sogenannten Beko-Mark) zu eröffnen, auf die Deviseninländer Bareinzahlungen vornehmen durften. Die Konten wurden unverzinslich geführt und konnten zu Zahlungen in Drittländern verwendet werden. Bis zu 1500 DM pro Jahr durfte jeder Bundesbürger in ausländische Währungen umtauschen; somit wurden Urlaubsreisen im Ausland bezahlbar. Zum 15. Oktober 1956 wurden auf deutscher Seite alle Beschränkungen hinsichtlich der grenzüberschreitenden Mitnahme von Banknoten und Münzen in Deutscher Mark aufgehoben.

### Die Deutsche Mark unter der Deutschen Bundesbank

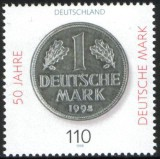
Briefmarke der Deutschen Post AG: »50 Jahre Deutsche Mark«, 19. Juni 1998

Mit der Gründung der Deutschen Bundesbank im Jahr 1957 wurde die Deutsche Mark von ihr herausgegeben. Sie hatte nach dem Bundesbankgesetz die Hoheit über die Banknoten und die Festlegung der Umlaufmenge (das Notenprivileg). Neben der offiziellen Ausgabe hielt die Deutsche Bundesbank von 1960 bis 1988 mit den Bundeskassenscheinen und einer Ersatzbanknoten-Serie ein geheimes Ersatzgeld für Krisenzeiten bereit (siehe Ersatzserie).
Seit dem 30. Juni 1958 waren die Deutsche Mark und die Guthaben der Beko-Konten frei konvertierbar.

#### Wiedervereinigung
Im Zuge der Währungsunion mit der DDR wurde die D-Mark am 1. Juli 1990 in der DDR eingeführt. Dies war für die Bürger im Osten wohl eine der größten Umstellungen während des Prozesses der Wiedervereinigung, da die D-Mark in der DDR ein Symbol für das Wirtschaftswunder und den Wohlstand in der Bundesrepublik war. Gleichzeitig wurde damit nicht nur eine wesentliche Forderung der DDR-Bürger erfüllt (während der Demonstrationen wurde skandiert: „Kommt die D-Mark, bleiben wir; kommt sie nicht, geh’n wir zu ihr.“), sondern auch die massenhafte Übersiedlung aus der DDR in die Alt-Bundesrepublik deutlich verlangsamt, was in Anbetracht der Eingliederungsmöglichkeiten sowohl bezüglich Arbeitsplätzen als auch Wohnraum politisch dringend erforderlich war. Diese politische Notwendigkeit erklärt den Umtauschkurs von DDR-Mark zu D-Mark. Er variierte für DDR-Bürger je nach Alter: Personen ab 60 Jahren durften bis zu 6000, unter 60 Jahren bis zu 4000, Kinder unter 14 Jahren bis zu 2000 „Ost-Mark“ jeweils im Verhältnis 1:1 umtauschen. Löhne, Gehälter, Stipendien, Renten, Mieten und Pachten sowie weitere wiederkehrende Zahlungen wurden zu diesem Kurs umgestellt. Für über den angegebenen Obergrenzen liegende Guthaben sowie Schulden erfolgte eine Umstellung im Verhältnis 2:1. Für Nicht-DDR-Bürger galt einheitlich ein Wechselkurs von 3:1.
Bei der Währungs-, Wirtschafts- und Sozialunion wurde aus innenpolitischen Gründen der Fehler gemacht, einen viel zu hohen Umtauschkurs der Ostmark zur D-Mark festzusetzen. Die Umstellung der Bestandsgrößen (Bargeld, Forderungen und Verbindlichkeiten) führte zu einer Geldmenge in der DDR, die um 50 % über den Empfehlungen der Bundesbank lag. Hieraus ergab sich aber kein inflatorischer Impuls, weil der größte Teil gespart wurde und sich somit nicht auf die Preise auswirkte. Die Umstellung führte jedoch zu einer Aufblähung der Bilanzen, insbesondere der Verbindlichkeiten. In der DDR war es üblich gewesen, Anlagevermögen zu überhöhten Werten anzuschaffen und dabei überhöhte Verbindlichkeiten einzugehen. Dadurch waren die DDR-Bilanzen dramatisch aufgebläht. Nach Umstellung auf DM-Bilanzen waren fast alle ostdeutschen Betriebe überschuldet, weil das Anlagevermögen auf realistische Werte abgeschrieben werden musste, die Verbindlichkeiten aber mit dem Nennwert bestehen blieben.
Die Umstellung der volkswirtschaftlichen Stromgrößen und insbesondere der Löhne im Verhältnis 1:1 bereitete Probleme, weil sie die Lohnstückkosten auf ein Niveau erhöhte, das dasjenige bei Konkurrenzunternehmen im Ausland und den alten Bundesländern deutlich übertraf. Diese Faktoren beseitigten die nationale und internationale Wettbewerbsfähigkeit der meisten ostdeutschen Unternehmen. Deutlich wird dies am Wechselkurs auf dem grauen Markt (einen offiziellen Wechselkurs gab es nicht, dennoch handelten Wechselstuben und Banken mit der Ostmark), der vor der Maueröffnung bei 10:1 (Ost- zu Westmark) gelegen hatte. Nach dem Ansturm in den ersten Wochen sackte er aber auf 20:1 ab, um sich dann im Bereich 7:1 bis 6:1 zu etablieren, was wohl dem wirtschaftlich korrekten Wert entsprochen haben dürfte. Nach Bekanntgabe der Konditionen der Währungsumstellung stieg der Kurs auf 3:1. Mit Auslaufen der Transferrubel-Verrechnung am 31. Dezember 1990 brach der ostdeutsche Export schlagartig zusammen.

### Die Deutsche Mark nach der Einführung des Euro

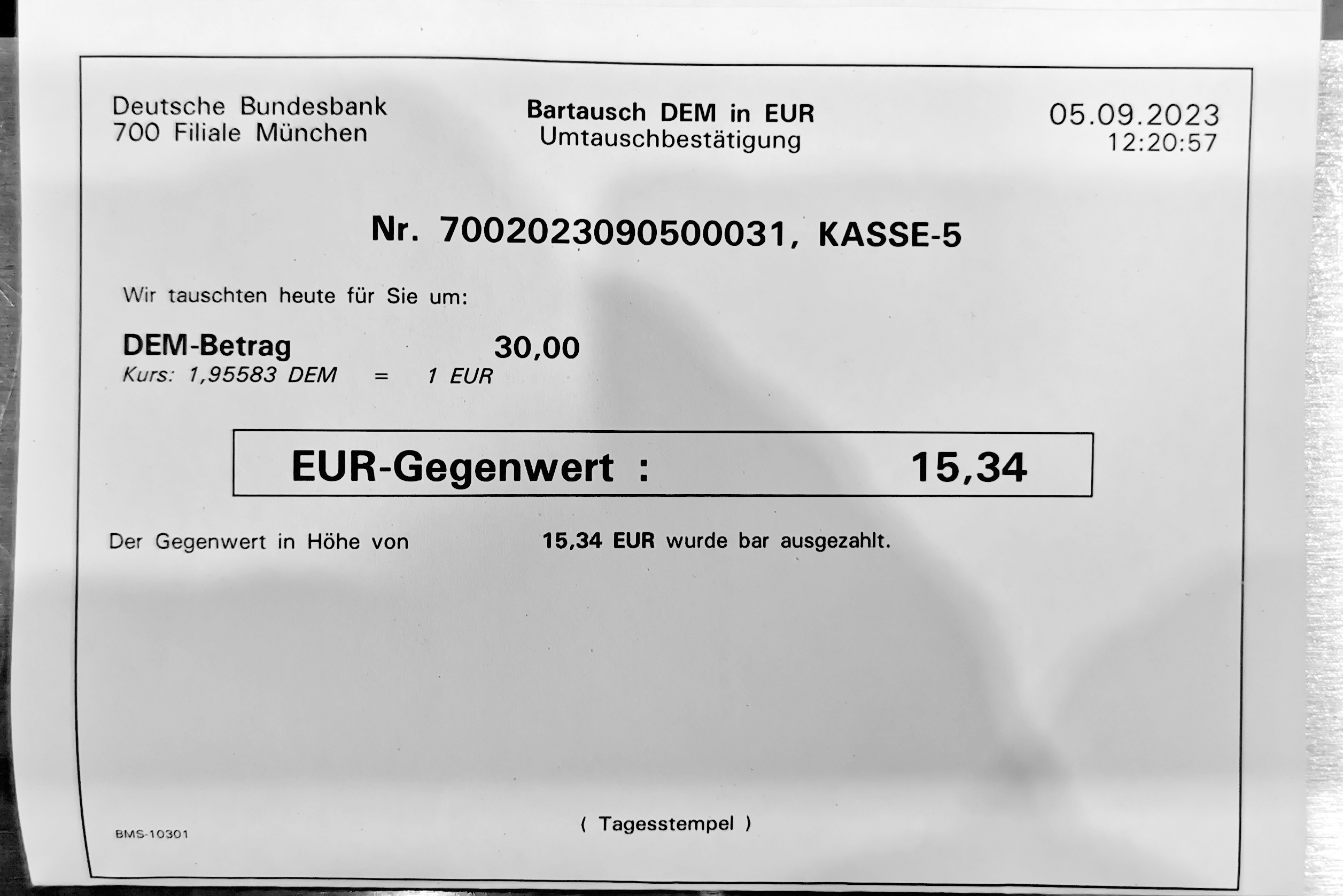
Umtauschbeleg

Durch die Errichtung der Europäischen Wirtschafts- und Währungsunion und die Einführung des Euro am 1. Januar 1999 wurde die D-Mark als eigenständige Währungseinheit abgelöst. Sie war danach ein festgesetzter Bruchteil (1/1,95583) der neuen Währungseinheit Euro. Die DM-Münzen und -Banknoten waren noch bis einschließlich 31. Dezember 2001 gesetzliches Zahlungsmittel. Seither können sie bei der Bundesbank und ihren Niederlassungen zeitlich unbegrenzt und gebührenfrei in Euro umgetauscht werden. Von großen Teilen des Handels und Banken wurde das alte Zahlungsmittel nach Einführung des Euro-Bargelds im Rahmen einer freiwilligen Selbstverpflichtung noch bis zum 28. Februar 2002 angenommen. Einzelne Geschäfte boten Jahre nach der Euro-Einführung noch gelegentlich die Möglichkeit, Waren mit DM zu bezahlen.
Eine Besonderheit stellte die Kontoführung dar. Wurden die Kurse von Aktien und ähnlichen Wertpapieren bereits ab 2. Januar 1999 in Euro notiert (Anleihen lauten auf „Prozent“ und sind bei der Kursnotation daher nicht betroffen), so boten die meisten Geldinstitute ihren Kunden die Wahl an, das Konto entweder weiterhin in DM zu führen oder schon auf Euro umzustellen (letzteres nutzten nur wenige). Die Umstellung aller noch in DM geführten Konten erfolgte dann mit Wirkung zum 31. Dezember 2001, teilweise etwas früher: Einige Geldinstitute stellten zur Vermeidung der Überlappung mit dem Jahresendgeschäft (Zinsberechnung) im Laufe des letzten Quartals 2001 die bei ihnen geführten Konten durchgängig auf Euro um.
In einigen Bereichen gibt es die DM weiterhin – nicht nur in Form von Bargeld-Restbeständen. Telefonzellen akzeptieren noch Münzen der früheren Währung zum Kurs 2:1. Ferner sind sämtliche vor 1999 ausgegebenen Anleihen nicht umgestellt worden, sondern werden bei Kauf, Verkauf, Zinszahlung und Tilgung weiterhin in DM berechnet und erhalten erst nach Umrechnung mit dem amtlichen Kurs den heutigen Wert in Euro. Bei Kapitalgesellschaften können die Anteile nach wie vor auf DM lauten, obwohl die meisten Gesellschaften hier auf Euro oder Stück umgestellt haben. Grundpfandrechte, die vor der Euro-Einführung bestellt wurden, lauten bis zu ihrer Löschung weiterhin auf DM.

## Wechselkurs und Geldwert

### Außenwert der Deutschen Mark
| 1948/49 | 3,33   | –       | –       | 1970 | 3,6463 | 8,736 | 0,84601 | 1,0183 | 1990                         | 1,6161                       | 2,877                        | 1,16501                      | 1,1183                       |
| 1950/52 | 4,2    | –       | –       | 1971 | 3,4795 | 8,505 | 0,84578 | 0,9996 | 1991                         | 1,6612                       | 2,926                        | 1,1574                       | 1,2346                       |
| 1950/52 | 4,2    | –       | –       | 1972 | 3,1889 | 7,974 | 0,83537 | 1,0534 | 1992                         | 1,5595                       | 2,753                        | 1,11198                      | 1,2313                       |
| 1953    | 4,2    | 11,702  | 0,97861 | 1973 | 2,659  | 6,514 | 0,84005 | 0,9795 | 1993                         | 1,6544                       | 2,483                        | 1,11949                      | 1,4945                       |
| 1954    | 4,1993 | 11,7353 | 0,97929 | 1974 | 2,5897 | 6,055 | 0,8701  | 0,8888 | 1994                         | 1,6218                       | 2,4816                       | 1,18712                      | 1,587                        |
| 1955    | 4,2107 | 11,7376 | 0,98247 | 1975 | 2,4631 | 5,449 | 0,95232 | 0,8301 | 1995                         | 1,4338                       | 2,262                        | 1,2124                       | 1,5293                       |
| 1956    | 4,2027 | 11,708  | 0,98073 | 1976 | 2,5173 | 4,553 | 1,00747 | 0,85   | 1996                         | 1,5037                       | 2,3478                       | 1,21891                      | 1,3838                       |
| 1957    | 4,2012 | 11,732  | 0,98018 | 1977 | 2,3217 | 4,051 | 0,96843 | 0,8671 | 1997                         | 1,7348                       | 2,841                        | 1,19508                      | 1,4378                       |
| 1958    | 4,1919 | 11,715  | 0,97794 | 1978 | 2,0084 | 3,853 | 1,12924 | 0,9626 | 1998                         | 1,7592                       | 2,9142                       | 1,21414                      | 1,3484                       |
| 1959    | 4,1791 | 11,738  | 0,96717 | 1979 | 1,833  | 3,888 | 1,10229 | 0,8424 | Ab 1999 Wechselkurse in Euro | Ab 1999 Wechselkurse in Euro | Ab 1999 Wechselkurse in Euro | Ab 1999 Wechselkurse in Euro | Ab 1999 Wechselkurse in Euro |
| 1960    | 4,1704 | 11,709  | 0,96564 | 1980 | 1,8158 | 4,227 | 1,08478 | 0,8064 | Ab 1999 Wechselkurse in Euro | Ab 1999 Wechselkurse in Euro | Ab 1999 Wechselkurse in Euro | Ab 1999 Wechselkurse in Euro | Ab 1999 Wechselkurse in Euro |
| 1961    | 4,0221 | 11,271  | 0,93133 | 1981 | 2,261  | 4,556 | 1,15252 | 1,0255 | Ab 1999 Wechselkurse in Euro | Ab 1999 Wechselkurse in Euro | Ab 1999 Wechselkurse in Euro | Ab 1999 Wechselkurse in Euro | Ab 1999 Wechselkurse in Euro |
| 1962    | 3,9978 | 11,225  | 0,92461 | 1982 | 2,4287 | 4,242 | 1,19721 | 0,9766 | Ab 1999 Wechselkurse in Euro | Ab 1999 Wechselkurse in Euro | Ab 1999 Wechselkurse in Euro | Ab 1999 Wechselkurse in Euro | Ab 1999 Wechselkurse in Euro |
| 1963    | 3,9864 | 11,162  | 0,92249 | 1983 | 2,5552 | 3,871 | 1,21614 | 1,0764 | Ab 1999 Wechselkurse in Euro | Ab 1999 Wechselkurse in Euro | Ab 1999 Wechselkurse in Euro | Ab 1999 Wechselkurse in Euro | Ab 1999 Wechselkurse in Euro |
| 1964    | 3,9748 | 11,098  | 0,92035 | 1984 | 2,8456 | 3,791 | 1,21181 | 1,1974 | Ab 1999 Wechselkurse in Euro | Ab 1999 Wechselkurse in Euro | Ab 1999 Wechselkurse in Euro | Ab 1999 Wechselkurse in Euro | Ab 1999 Wechselkurse in Euro |
| 1965    | 3,9943 | 11,167  | 0,92309 | 1985 | 2,9424 | 3,785 | 1,20016 | 1,2338 | Ab 1999 Wechselkurse in Euro | Ab 1999 Wechselkurse in Euro | Ab 1999 Wechselkurse in Euro | Ab 1999 Wechselkurse in Euro | Ab 1999 Wechselkurse in Euro |
| 1966    | 3,9982 | 11,167  | 0,92421 | 1986 | 2,1708 | 3,184 | 1,20918 | 1,2915 | Ab 1999 Wechselkurse in Euro | Ab 1999 Wechselkurse in Euro | Ab 1999 Wechselkurse in Euro | Ab 1999 Wechselkurse in Euro | Ab 1999 Wechselkurse in Euro |
| 1967    | 3,9866 | 10,961  | 0,92111 | 1987 | 1,7982 | 2,941 | 1,20588 | 1,2436 | Ab 1999 Wechselkurse in Euro | Ab 1999 Wechselkurse in Euro | Ab 1999 Wechselkurse in Euro | Ab 1999 Wechselkurse in Euro | Ab 1999 Wechselkurse in Euro |
| 1968    | 3,9923 | 09,558  | 0,92507 | 1988 | 1,7584 | 3,124 | 1,2006  | 1,3707 | Ab 1999 Wechselkurse in Euro | Ab 1999 Wechselkurse in Euro | Ab 1999 Wechselkurse in Euro | Ab 1999 Wechselkurse in Euro | Ab 1999 Wechselkurse in Euro |
| 1969    | 3,9244 | 09,381  | 0,91002 | 1989 | 1,8813 | 3,081 | 1,15042 | 1,3658 | Ab 1999 Wechselkurse in Euro | Ab 1999 Wechselkurse in Euro | Ab 1999 Wechselkurse in Euro | Ab 1999 Wechselkurse in Euro | Ab 1999 Wechselkurse in Euro |

1. 1 2  GBP: Ab 1993 sowie 1954 und 1955 wurden die Kurse mit vier Nachkommastellen notiert.
2. ↑  JPY: Die Angaben bis 1970 fehlen, da zwischen Yen und US-Dollar ein fester Wechselkurs bestand.
3. ↑  JPY: Vom 7. September 1971 bis 5. Januar 1972 Notierung ausgesetzt.

Wechselkurse für 100 DM zu USD, GBP, CHF und 1 DM zu JPY

Die Wechselkurse von der DM zum US-Dollar und zu anderen Währungen wurden bis etwa 1971 im Rahmen des Bretton-Woods-Systems festgelegt. In dieser Zeit wurde die Mark gesteuert allmählich aufgewertet. Später erreichte sie ihren historischen Höchststand zum US-Dollar am 19. April 1995, als 1 US-Dollar nur noch 1,3620 DM wert war (umgerechnet 1 € = 1,4360 $). Ihren Tiefststand zum Dollar hatte die D-Mark vom 3. bis zum 9. April 1956, als 1 US-Dollar 4,2161 DM kostete (umgerechnet 1 € = 0,4639 $). Auch gegenüber dem Britischen Pfund gewann die D-Mark deutlich an Wert. Wurde das Pfund am 1. März 1955 noch für 11,881 DM gehandelt, so wurden am 17. November 1995 nur noch 2,1845 DM für 1 Pfund gezahlt.
Anders hingegen die Situation beim Schweizer Franken und dem Japanischen Yen: Lange Zeit war eine D-Mark mehr wert als ein Schweizer Franken; den Höchstwert erreichte die Mark am 31. Oktober 1973, als für 100 Schweizer Franken lediglich 79 DM gezahlt wurden. Am 16. Dezember 1975 fiel der Wert einer D-Mark erstmals unter den des Schweizer Frankens. Nach einer kurzen Erholung der Mark sackte diese im zweiten Halbjahr 1977 erneut ab und notierte am 17. Oktober 1977 zuletzt höher als der Schweizer Franken (100 CHF = 99,97 DM). Schon kurze Zeit später, am 26. September 1978, notierte der Schweizer Franken bei 132,70 DM für 100 CHF, dem historischen Höchststand gegenüber der D-Mark. Zum Vergleich: am 9. August 2011 erreichte der Schweizer Franken mit 1,0070 fast die Parität zum Euro. In D-Mark umgerechnet, entspräche das einem Kurs von 194,22 DM für 100 Schweizer Franken.
Nachdem die Kursbindung zwischen US-Dollar und Japanischem Yen aufgehoben wurde, blieb das Kursverhältnis zwischen DM und Yen ein paar Jahre bei ungefähr 100 Yen zu 1 DM. Im Jahr 1974 setzte die DM jedoch zum Höhenflug an und erreichte am 3. Dezember 1979 den Höchststand bei 100 YEN = 0,6875 DM. Danach ging es stetig bergab. Der Tiefststand zum Yen wurde am 10. April 1995 bei 100 YEN = 1,6909 DM erreicht.

### Auswirkung auf die internationale Wettbewerbsfähigkeit

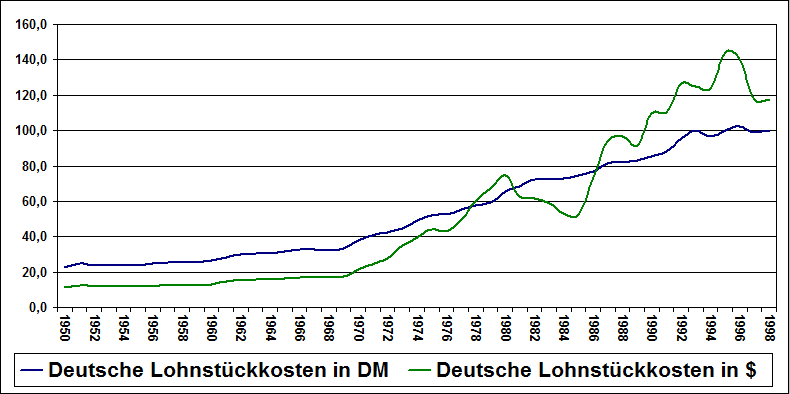
Deutsche Lohnstückkosten in nationaler Währung (blau) und in US-$ (grün). Index: 2002 = 100. Bis zur Umsetzung des Plaza-Abkommens (1986/87) hat der Wechselkurs zum Dollar die deutsche Wettbewerbsfähigkeit eher begünstigt, danach eher benachteiligt.

Die im Wesentlichen in den Vereinigten Staaten geplante Währungsreform von 1948 hatte zu einer künstlichen Unterbewertung der D-Mark geführt, was die internationale Wettbewerbsfähigkeit der jungen Bundesrepublik steigerte. Das Bundesbankgesetz von 1957 gab der Deutschen Bundesbank zwar Preisniveaustabilität als wichtigstes Ziel vor; allerdings führte die Teilnahme am Bretton-Woods-System von 1949 bis 1973 dazu, dass die Deutsche Bundesbank häufig zur Stützung der darin vereinbarten festen Wechselkurse Devisenankäufe tätigen musste, was die Geldmenge erhöhte, gleichzeitig aber zu einer Stabilisierung der Unterbewertung der DM und damit zu günstigen Exportbedingungen für Deutschland führte. So trug die chronische Unterbewertung der D-Mark bis 1973 etwa stark zum Aufstieg der deutschen Automobilindustrie bei.
Nach dem Ende des Bretton-Woods-Systems Anfang der 1970er Jahre wurde weltweit grundsätzlich ein Regime flexibler Wechselkurse eingeführt. Es kam zu starken Aufwertungstendenzen der DM und somit zu einer Verschlechterung der preislichen Wettbewerbsfähigkeit. Dabei zeigte sich, dass die Kostenvorteile durch die im internationalen Vergleich unterdurchschnittliche Lohnentwicklung in Deutschland durch die Wechselkursaufwertungen der DM aufgezehrt wurden. Die deutschen Hersteller antworteten darauf mit einer Erhöhung der Qualität; dennoch verringerte sich das Wachstum. Ökonomen sehen eine Verschlechterung der Wettbewerbsfähigkeit Deutschlands nach der Deutschen Wiedervereinigung, da sich die Deutsche Bundesbank aufgrund vermuteten Inflationsdrucks und steigender Staatsverschuldung zu einer restriktiven Geldpolitik veranlasst sah, was den Wechselkurs der DM steigen ließ. Um das Preisniveau zu korrigieren, sei eine innere Abwertung insbesondere durch Reallohnverluste erforderlich gewesen.
Insgesamt kann man sagen, dass die Auf- und Abwertungen der DM mit einem time lag von etwa einem Jahr zu einer Verringerung oder Erhöhung der deutschen Exporte führten.
1972 trat Deutschland anstelle des Bretton-Woods-Systems dem Europäischen Wechselkursverbund bei, der die Kursschwankungen innerhalb der Europäischen Wirtschaftsgemeinschaft auf ±2,25 % begrenzte. 1979 wurde dieser durch das Europäische Währungssystem ersetzt.

### Geldwert
| Land                         | Verbl. Geldwert 1977 geg. 1950 |
| ---------------------------- | ------------------------------ |
| Großbritannien               | 18 %                           |
| Japan                        | 19 %                           |
| Frankreich                   | 21 %                           |
| Italien                      | 22 %                           |
| Schweden                     | 23 %                           |
| Niederlande                  | 27 %                           |
| Belgien                      | 35 %                           |
| USA                          | 40 %                           |
| Schweiz                      | 42 %                           |
| Deutschland (Bundesrepublik) | 44 %                           |

Die DM hatte einen Ruf als „harte“ Währung. Dieser begründet sich aus Vergleichen des „verbliebenen Geldwerts“ der DM mit anderen Währungen. Für die Binnenkaufkraft der DM und der Währungen einiger anderer Länder im Jahr 1977, verglichen mit 1950, wurden die in der nebenstehenden Tabelle aufgeführten Werte ermittelt.
Danach hatte sich zwar der Geldwert der D-Mark – um mehr als die Hälfte – verringert; dies war jedoch weniger als bei wichtigen Referenzwährungen. In den rund 50 Jahren von ihrer Einführung 1948 bis zur Einführung des Euro Anfang 1999 sank der Geldwert der D-Mark auf etwa ein Viertel. Die Inflationsrate betrug in diesem Zeitraum durchschnittlich knapp drei Prozent pro Jahr; das ist höher als bisher (Stand 2012) beim als eher „weich“ empfundenen Euro.
Die Entwicklung der Kaufkraft der D-Mark lässt sich aus der jährlich aktualisierten Aufstellung der Bundesbank „Kaufkraftäquivalente historischer Beträge in deutschen Währungen“ ersehen.

## Bedeutung der Deutschen Mark

### In anderen Staaten
In den 1960er Jahren etablierte sich die D-Mark in den Ländern des Balkans als Parallelwährung. Gastarbeiter aus dem damaligen Jugoslawien brachten das Geld zurück in ihre alte Heimat. Nach dem Ausbruch der gewaltsamen Konflikte in dieser Region verlor der Jugoslawische Dinar stark an Wert. War nach der Währungsreform im Jahr 1994 ein Dinar genau eine Mark wert, lag der offizielle Kurs 1999 schon bei 6:1, während auf dem Schwarzmarkt und in den Wechselstuben zwischen 10 und 16 Dinar für eine D-Mark gezahlt wurden.
In Bosnien und Herzegowina war die D-Mark eine Parallelwährung, die gleichzeitig mit der 1:1 gekoppelten lokalen Währung, der Konvertiblen Mark, zirkulierte. Auch Montenegro führte am 2. November 1999 die D-Mark als Parallelwährung ein; am 13. November 2000 wurde die D-Mark sogar zur alleinigen Währung des Landes erklärt. Im Kosovo war die D-Mark zeitweise als offizielle Währung im Umlauf.
Im Jahr 1997 wurde der Bulgarische Lew zum Kurs von 1:1 an die D-Mark gekoppelt. In anderen europäischen Ländern, wie Polen, Tschechien, Serbien, Kroatien und Türkei wurde die D-Mark als stabile Währung angesehen und von der Bevölkerung gehortet. Gerne wurde dazu der 1000-D-Mark-Schein verwendet.
In der DDR wurde die D-Mark als inoffizielle Parallelwährung genutzt. Mit „blauen Fliesen“ konnte in Kleinanzeigen angedeutet werden, dass man bereit war, mit den blauen 100-D-Mark-Scheinen oder allgemein mit Westgeld zu zahlen.
Die D-Mark galt neben dem Schweizer Franken als stabilste Währung in Europa. Die durchschnittliche Inflationsrate zwischen 1970 und 1980 lag in der Schweiz bei 3,39 %, in Deutschland bei 5,1 %, in Frankreich und Großbritannien bei 14,2 % bzw. 8,08 %.
Die zunehmende Funktion als Reservewährung zeigt folgende Grafik:
| Währung             | 1970   | 1972   | 1976   | 1980   | 1984   | 1995   | 1998   | 1999   | 2002   |
| ------------------- | ------ | ------ | ------ | ------ | ------ | ------ | ------ | ------ | ------ |
| US-Dollar           | 77,2 % | 78,6 % | 76,6 % | 67,2 % | 65,8 % | 59,0 % | 69,3 % | 70,9 % | 66,5 % |
| Euro                | –      | –      | –      | –      | –      | –      | –      | 17,9 % | 24,2 % |
| Deutsche Mark       | 1,9 %  | 4,6 %  | 8,8 %  | 14,8 % | 12,1 % | 15,8 % | 13,8 % | –      | –      |
| Pfund Sterling      | 10,4 % | 7,1 %  | 1,9 %  | 2,9 %  | 2,8 %  | 2,1 %  | 2,7 %  | 2,9 %  | 2,9 %  |
| Yen                 | –      | 0,1 %  | 2,1 %  | 4,3 %  | 5,4 %  | 6,8 %  | 6,2 %  | 6,4 %  | 4,5 %  |
| Französischer Franc | 1,1 %  | 0,9 %  | 1,6 %  | 1,7 %  | 1,0 %  | 2,4 %  | 1,6 %  | –      | –      |
| Schweizer Franken   | 0,7 %  | 1,0 %  | 2,2 %  | 3,2 %  | 2,0 %  | 0,3 %  | 0,3 %  | 0,2 %  | 0,4 %  |
| Sonstige            | 8,7 %  | 7,7 %  | 6,8 %  | 5,9 %  | 10,9 % | 13,6 % | 6,1 %  | 1,6 %  | 1,4 %  |

Deshalb war die DM lange Zeit inoffizielle Leitwährung in vielen Ländern, vor allem innerhalb der Europäischen Wirtschaftsgemeinschaft.

### In Deutschland nach der Euro-Einführung

#### Umrechnungswährung
Nach der Euro-Einführung wurde die D-Mark von den Deutschen noch häufig als Vergleichswährung zum Einschätzen von Preisen herangezogen.
Die übliche Rundung von 1 € = 1,95583 DM auf 1 € ≈ 2 DM im Alltag führte zunächst zu einem relativ geringen Fehler von 2,2 % zu Gunsten des Euro. Zum Vergleich galt in Portugal 1 € = 200,482 Escudos, mit einem Fehler von nur 0,2 % bei der Näherung 1 € ≈ 200 Escudos, während 1 € auf 13,7603 österreichische Schilling = 6,55957 französische Francs = 2,20371 niederländische Gulden festgelegt wurde.
Eine im November 2004 veröffentlichte TNS-Emnid-Studie kam zu dem Ergebnis, dass 66 % der Bundesbürger Euro-Beträge in D-Mark bewerteten. Bei den Männern waren es 54 %, bei den Frauen 74 %. Jüngere Leute rechneten noch zu 41 % in D-Mark um, die über 50-Jährigen zu 71 %.
Dies führte zu einem allgemeinen Eindruck einer Teuerung der meisten Waren, da die Inflation nicht berücksicht und die Preise mit denen von 2001 verglichen wurden.

#### Wahrnehmung der Deutschen Mark als stärkeres Geld als der Euro

Teuerungsraten vor und nach der Bargeldeinführung des Euros zum 1. Januar 2002 in Deutschland

Die Deutsche Mark wird von vielen Deutschen im Vergleich zum Euro nach wie vor als „stärkere“ Währung angesehen. Dies hängt damit zusammen, dass die Mark als Symbol für das Wirtschaftswunder in Deutschland steht. Diese Einstellung hat den Begriff „Teuro“ entstehen lassen. In diesem Zusammenhang wird häufig angeführt, dass viele Waren mittlerweile in Euro einen ähnlich hohen Betrag kosten wie seinerzeit in D-Mark. Dies liegt daran, dass die jährliche Teuerungsrate nicht einbezogen wird. Tatsächlich war dieser Effekt auch zu DM-Zeiten zu beobachten; jedoch gab es keinen Fixpunkt durch ein Basisjahr. Dennoch sehen laut einer Umfrage des Bundesverbandes deutscher Banken (BdB) aus dem Jahr 2008 etwa die Hälfte der Befragten (53 %) die Einführung des Euro als Hauptgrund für die Preissteigerungen der letzten Jahre.
Tatsächlich gab es unmittelbar nach der Euro-Einführung in vielen für den Verbraucher alltäglichen Sparten drastische Preissteigerungen: So verteuerten sich etwa Bienenhonig von 2001 bis 2003 um 39 %, Eier um 15 % und Kinobesuche um 8 %. Preise, mit denen man im Alltag seltener direkt zu tun hat, veränderten sich nicht oder sanken sogar. Die Wohnungsmieten oder Versicherungsbeiträge etwa (die in der Berechnung der Inflationsrate zudem eine höhere Gewichtung haben) haben sich nach der Euro-Einführung kaum verändert; sinkende Preise gab es beim Gas (−2,7 %), Heizöl (−16 %) und Telefonieren (−1,6 %). Dinge, die man seltener kauft, wurden häufig günstiger, wie Computer, die etwa 17 % billiger wurden.
Durch die unterschiedliche Gewichtung der einzelnen Faktoren (siehe Warenkorb) und die gegenläufige Entwicklung der Preise in verschiedenen Bereichen ist die gesamte Inflationsrate mit durchschnittlich unter 2 % seit der Währungsunion relativ gering; der Euro gehört somit zu den stabilsten Währungen und ist der D-Mark in dieser Hinsicht überlegen. Aus nebenstehendem Diagramm lässt sich außerdem entnehmen, dass es unmittelbar nach der Einführung des Euro keinen Zuwachs der Verteuerungsrate gab; eher das Gegenteil ist der Fall. Dennoch wünschen sich 34 % der Befragten oben erwähnter Umfrage eine Abschaffung des Euro und eine Wiedereinführung der D-Mark.
Im Zuge der Eurokrise ist in Deutschland eine wachsende Skepsis gegenüber der gemeinsamen Währung zu verzeichnen; in verschiedenen Medien wird diskutiert, ob eine Rückkehr zur Deutschen Mark möglich oder sinnvoll sei. Nach einer Umfrage von Infratest dimap aus dem Dezember 2010 sind über die Hälfte der Befragten der Auffassung, dass Deutschland die Deutsche Mark besser behalten hätte, anstatt den Euro einzuführen. Allerdings ist eine Abschaffung des Euro eher unwahrscheinlich, da damit ein Austritt Deutschlands aus der Europäischen Wirtschafts- und Währungsunion (EWU) verbunden wäre und die mit dem Euro eingetretene Wechselkurssicherheit aufgehoben würde, was nach Meinung einiger Ökonomen negative Folgen für die Wirtschaft haben würde.